# Pasquale Diglio
Pasquale Diglio (Bari, 24 marzo 1941) è un politico italiano.

## Biografia
Uno dei leader storici del socialismo pugliese e segretario della Federazione del PSI di Bari, è stato deputato alla Camera per tre legislature nella IX, X e XI legislatura e sottosegretario di stato all'Agricoltura e Foreste (poi diventato Politiche agricole alimentari e forestali) nel Governo Ciampi. Vice presidente della Commissione agricoltura, ha ricoperto vari incarichi politici a livello comunale, provinciale, regionale.